# Edward Boscawen

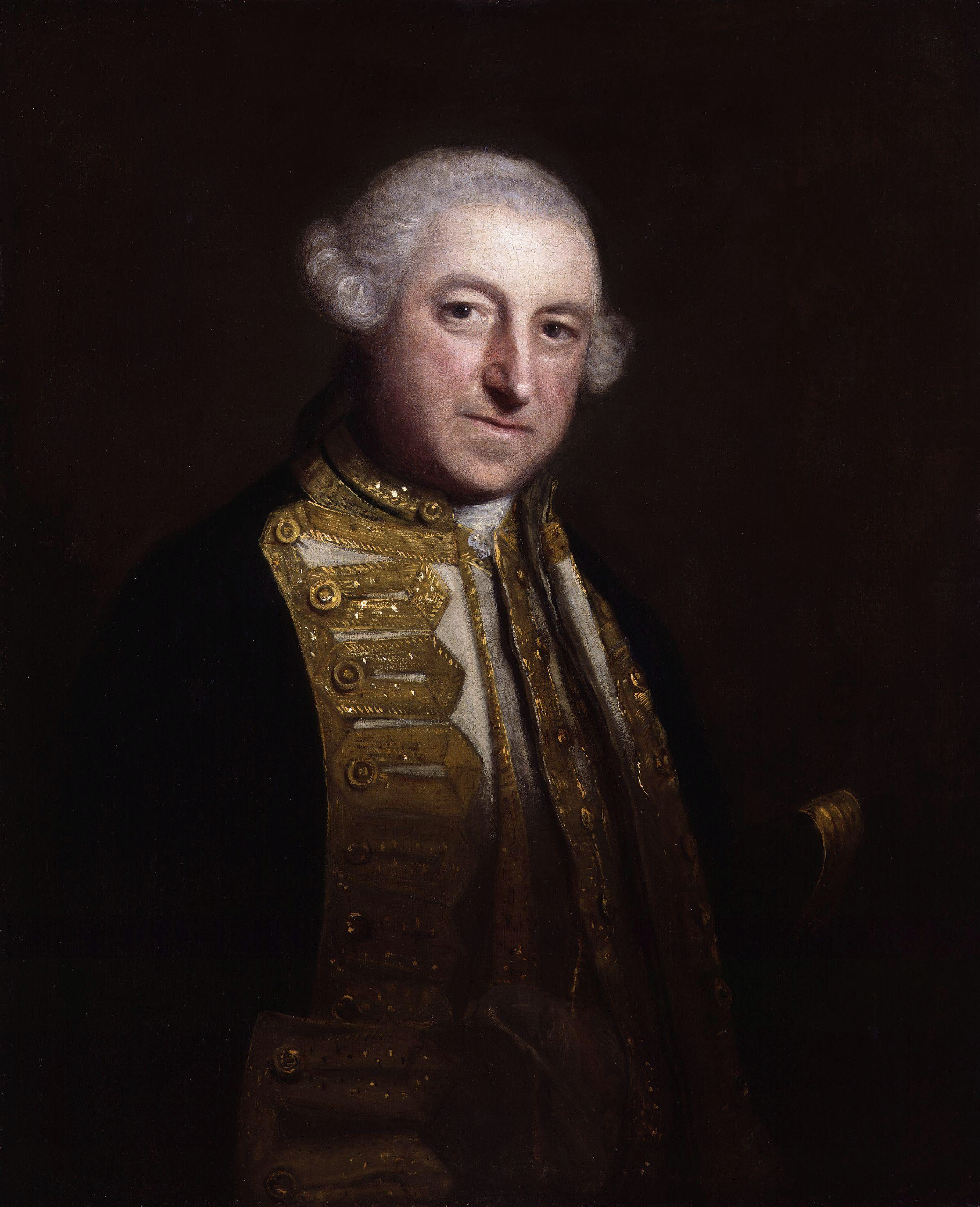
Edward Boscawen, um 1755

Edward Boscawen (* 19. Augustjul. / 30. August 1711greg. in Tregothnan bei Falmouth, Cornwall; † 10. Januar 1761 in Hatchlands Park, Surrey) war ein britischer Marineoffizier, zuletzt im Rang eines Admiral of the Blue.

## Leben
Er stammte aus einer Adelsfamilie aus Cornwall und war der zweite Sohn des Hugh Boscawen, 1. Viscount Falmouth. 1723 trat er in die Royal Navy ein. 1732 wurde er zum Lieutenant befördert, 1737 zum Commander. 1739 zeichnete er sich während des War of Jenkins’ Ear bei der Eroberung von Portobelo und der Belagerung von Cartagena aus, wo er mit einer Handvoll Seeleute eine Batterie mit schweren spanischen Geschützen stürmte. 1741 wurde er als Abgeordneter für das Borough Truro in Cornwall ins britische House of Commons gewählt und hatte dieses Mandat bis zu seinem Tod inne. 1742, im Alter von 31 Jahren, wurde er zum Captain befördert und erhielt erstmals ein eigenes Kommando, die Shoreham. Im selben Jahr heiratete er Frances Evelyn-Glanville, mit der er fünf Kinder hatte. Zwei Jahre später beförderte man ihn zum Kommandanten des 60-Kanonen-Linienschiffs Dreadnought, mit der er sich bei der Eroberung der französischen Fregatte Médée auszeichnete, dem ersten französischen Kriegsschiff, das im Österreichischen Erbfolgekrieg in die Hände der Briten fiel.
Unter dem Kommando von George Anson nahm er als Kommandant der Namur (74 Kanonen) am 17. Mai 1747 an der siegreichen Seeschlacht bei Kap Finisterre teil und erlitt eine schwere Verwundung an der Schulter. Am 15. Juli dieses Jahres erhielt er den Rang eines Konteradmirals und das Kommando über eine für Indien bestimmte Flotte (East Indies Station). Mit dieser belagerte er im Sommer 1748 die französische Besitzung Pondicherry, musste aber wegen des nahenden Monsuns und des Ausbruchs von Krankheiten die Belagerung abbrechen. Nach dem Ende des Krieges übernahm er das von den Franzosen eroberte Madras wieder für Großbritannien. 1750 kehrte er nach England zurück und erhielt im darauffolgenden Jahr das Amt eines der Lords der Admiralität.
1755 erhielt der zum Vizeadmiral beförderte Boscawen das Kommando über eine Flotte, die am Beginn des Franzosen- und Indianerkriegs (Siebenjähriger Krieg) französische Verstärkungen für Nordamerika abfangen sollte. Der Hauptteil der französischen Flotte entkam ihm zwar, doch gelang ihm im Juni die Kaperung der beiden Linienschiffe Alcide und Lys (Seegefecht vom 8. Juni 1755), bei der über 1.500 französische Seeleute und Soldaten in die Hand der Briten fielen. Hierbei musste der französische Marineoffizier de Hocquart, den er bereits auf der Médée und bei Kap Finisterre gefangen genommen hatte, zum dritten Mal seine Flagge vor Boscawen streichen.
Nach seiner Rückkehr wurde Boscawen in England als Held gefeiert und erhielt eine offizielle Danksagung des Parlaments. 1758 bekam er die Beförderung zum Admiral und das Kommando der Flotte, die mit General Jeffrey Amherst als Befehlshaber der Landstreitkräfte die französische Festung Louisbourg auf der Kap-Breton-Insel (Kanada) belagerte und zur Kapitulation zwang, wofür er erneut eine Danksagung des Parlaments erhielt.

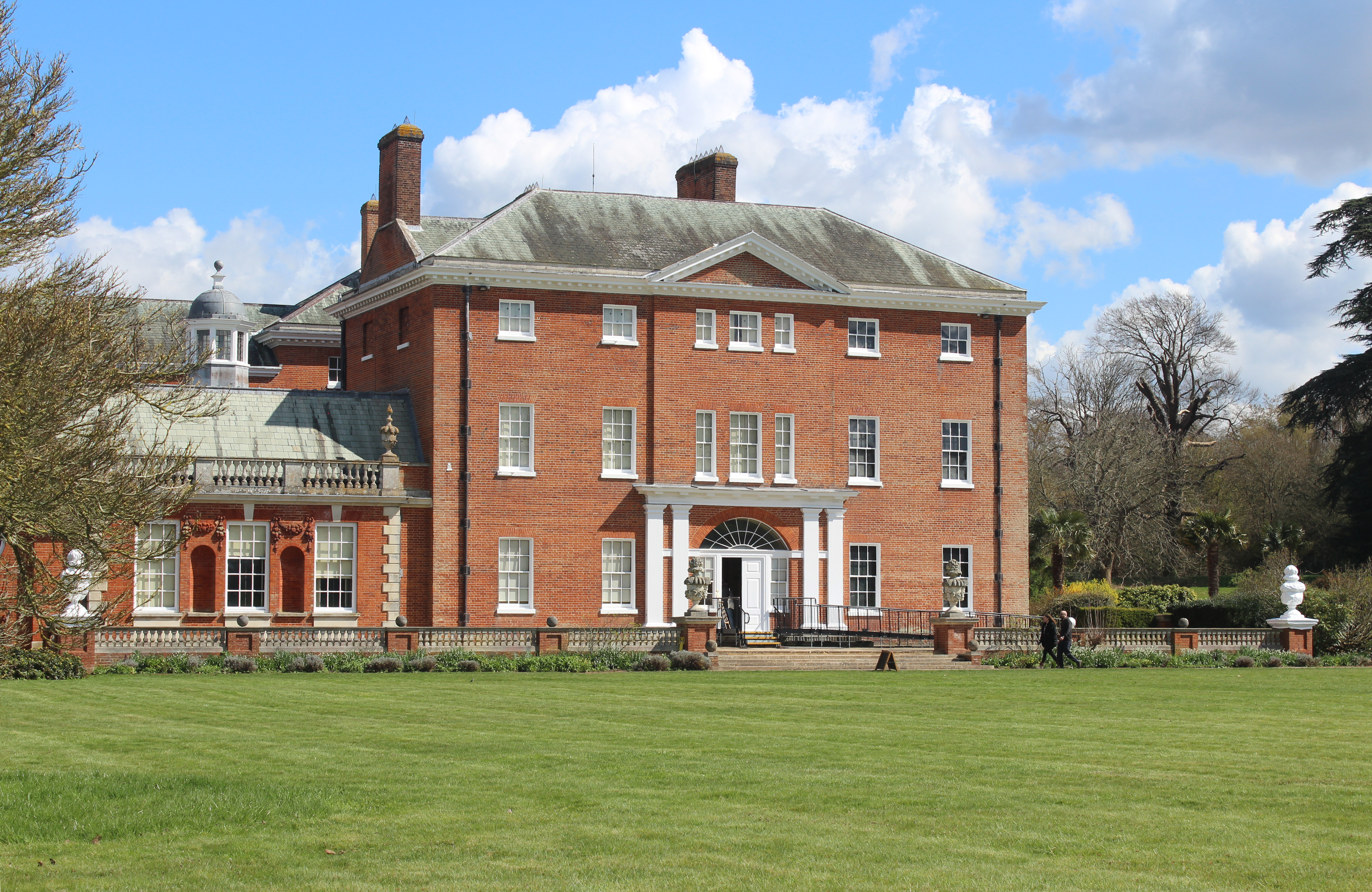
Hatchlands Park, Haus von Edward Boscawen

Boscawen kehrte in den Ärmelkanal zurück und schlug 1759 die französische Toulon-Flotte unter Admiral Jean-François de La Clue-Sabran, in der Seeschlacht bei Lagos, bei der die Briten drei Linienschiffe eroberten, zwei zerstörten und 2.000 Gefangene machten. Der Sieg verhinderte eine Konzentration der französischen Flotte in Brest zum Zweck einer Invasion in England. 1760 wurde er ins Privy Council aufgenommen und ihm der Rang eines Generals der Royal Marines verliehen. Im Alter von 50 Jahren starb Boscawen 1761 an einem Fieber auf seinem Landsitz Hatchlands Park in Surrey, den er mit seinem vielfach aus Prisengeldern stammenden Vermögen gebaut hatte. Begraben liegt er in St. Michael in Penkivel bei Truro.
Bekannt geworden ist sein Satz: „Gewiß, die Früchte der Erde werde ich nicht ernten. Doch sammle ich dafür den Blumenflor der See.“
Der englische Dichter und Gutsherr Richard Owen Cambridge, der mit einer ganzen Reihe von hochrangigen Marineoffizieren um George Anson, 1. Baron Anson befreundet war, gehörte ebenfalls zu seinem Freundeskreis.